# Cimetière arménien de Moscou
Le cimetière arménien de Moscou se trouve dans la capitale russe dans le quartier de Presnia du centre historique, sur une surface de deux hectares. Il se situe à proximité du cimetière Vagankovo.

## Histoire
Le cimetière a été fondé au tournant du XVIIIe et du XIXe siècle. Il était destiné d'abord à la population nécessiteuse de la ville, puis a été donné en 1815 à l'Église apostolique arménienne qui y a fait construire une chapelle, toujours ouverte au culte. Minas Lazarev, bienfaiteur de la communauté arménienne de Moscou, est enterré dans la crypte.
Le cimetière a été entouré de murailles vers 1850 et on a construit une salle de réunion pour les familles des défunts à la fin du XIXe siècle qui est inscrite au patrimoine architectural de la ville, comme d'autres monuments du cimetière, parmi lesquels l'obélisque sur la tombe du comte Loris-Melikov.
Beaucoup de personnalités qui ne sont pas d'origine arménienne y sont enterrées.

## Galerie

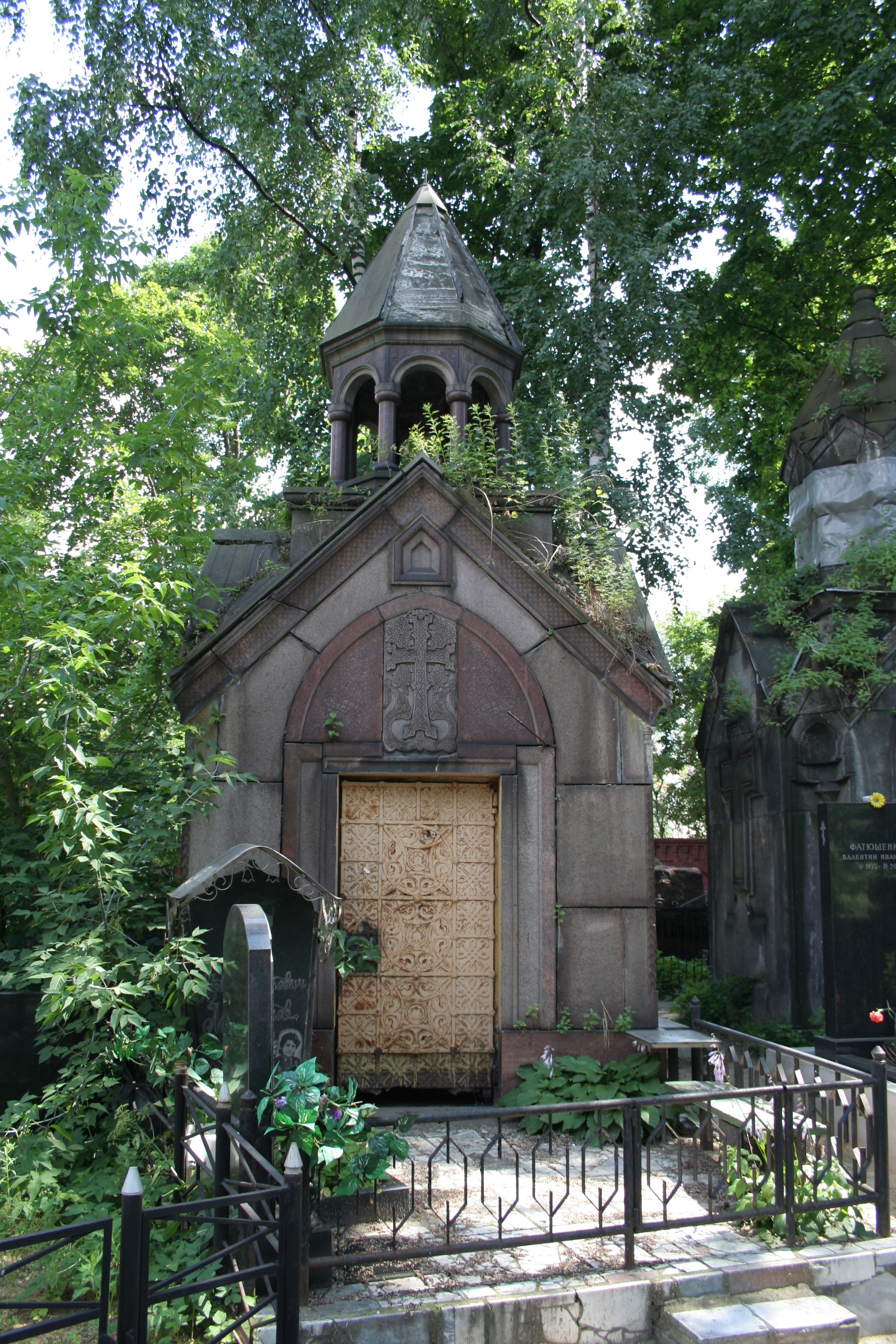
Chapelle funéraire familiale
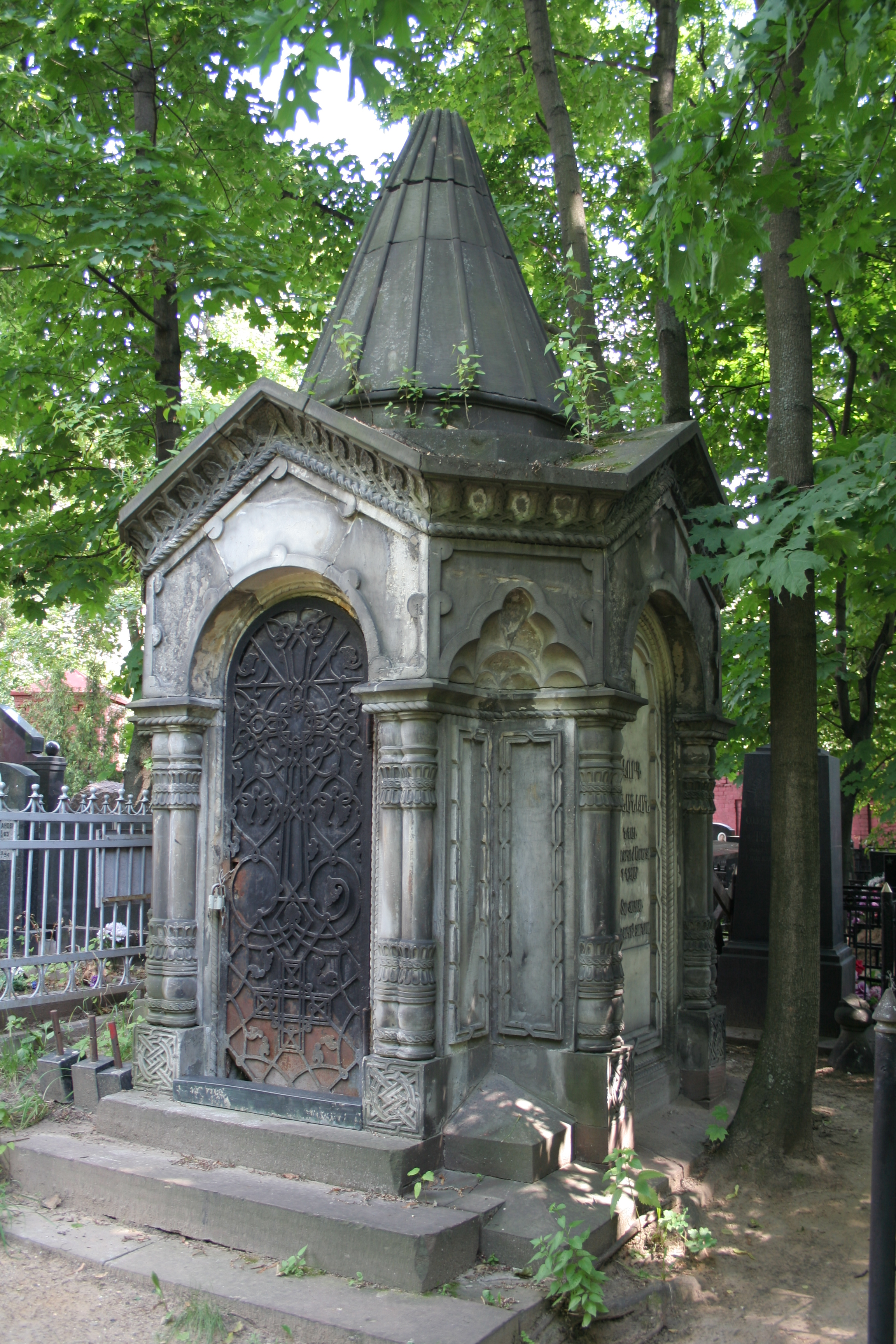
Chapelle funéraire ancienne